# Bansda
Bansda ou Vansda est une ville du District de Navsari dans l'État du Gujarat en Inde.

## Histoire
Bansda était un État princier des Indes qui se maintint jusqu'en 1948. Il fut dirigé par des souverains qui portèrent le titre de « râjas » puis de « mahârâjas ».

### Dirigeants: râjas puis mahârâjas sâhibs
- 1781 - 1793 : Virsinhjî
- 1793 - 1815 : Raisinhji
- 1815 - 1829 : Udaisinhji IV
- 1829 - 1861 : Hamirsimhjî
- 1862 - 1876 : Gulabsimhjî
- 1876 - 1911 : Pratapsimhjî Gulabsimhjî (1863-1911)
- 1911 - 1948 : Indrasimhjî Pratapsimhjî (1888-1951)